# Vjem
Vjem je výsledek vnímání (percepce), patří mezi kognitivní psychické procesy. Je to celistvý smyslový odraz jevu či předmětu ve vědomí jedince, spojení mezi lidským vědomím a objektivním materiálním světem. Na rozdíl od počitků vjem vyžaduje předchozí zkušenost, která umožní lidskému mozku rozpoznat, o co se jedná.
Naproti tomu dojem už je pocitový obraz skutečnosti vzniklý podle zkušenosti a vnímání určitých předmětů nebo jevů.